# Hrabstwo Gregory
Hrabstwo Gregory (ang. Gregory County) – hrabstwo w stanie Dakota Południowa w Stanach Zjednoczonych. Obszar całkowity hrabstwa obejmuje powierzchnię 1053,45 mil² (2728,42 km²). Według szacunków United States Census Bureau w roku 2009 miało 4003 mieszkańców.
Hrabstwo powstało w 1862 roku. Na jego terenie znajdują się następujące gminy (townships): Carlock, Dickens, Dixon, Edens, Ellston, Iona, Jones, Landing Creek, Pleasant Valley, Schriever, Spring Valley, Star Valley, Whetstone.

## Miejscowości
- Bonesteel
- Burke
- Dallas
- Fairfax
- Gregory
- Herrick
- St. Charles (CDP)